# Kil (plaats in Zweden)
Kil is de hoofdplaats van de gemeente Kil in het landschap Värmland en de provincie Värmlands län in Zweden. De plaats heeft 7826 inwoners (2005) en een oppervlakte van 668 hectare.

## Verkeer en vervoer
Bij de plaats loopt de Riksväg 61.
De plaats is een knooppunt van spoorwegen er komen verschillende spoorwegen samen. Het heeft een station en ligt aan de spoorwegen Göteborg - Kil, Charlottenberg - Laxå, Gävle - Kil/Frövi en Fryksdalsbanan.

## Geboren
- Markus Larsson (1979), alpineskiër